# Барон Фэрхейвен

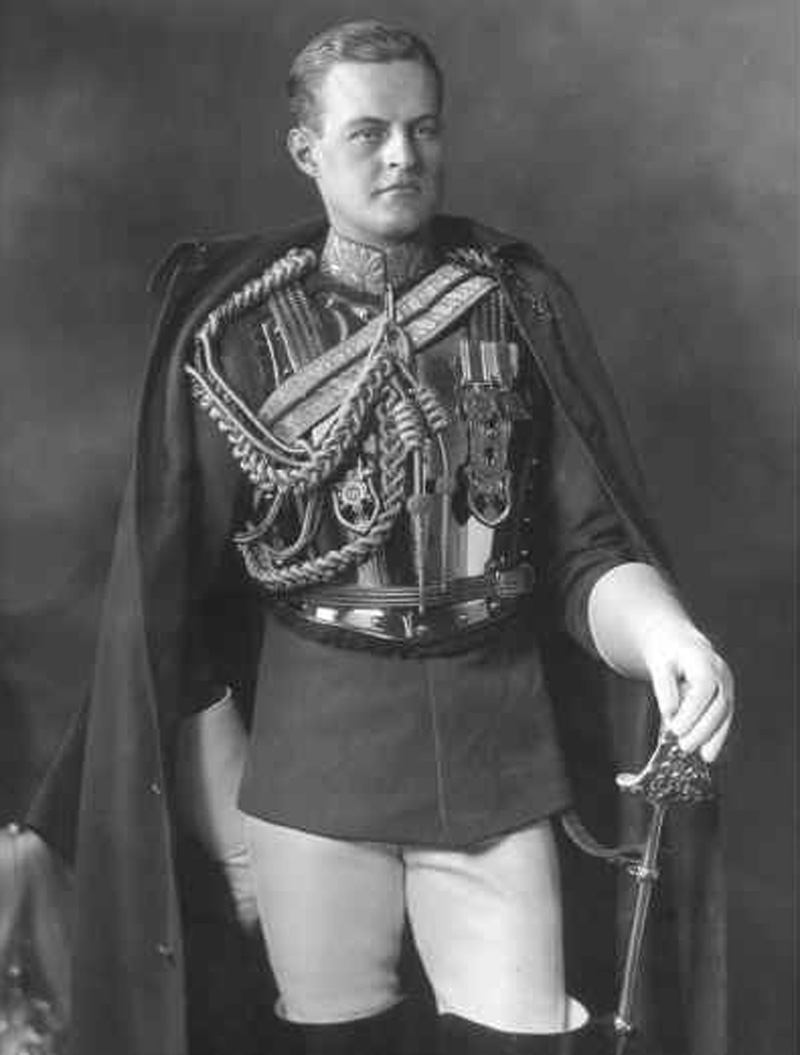
Урбан Хаттлстон Бротон, 1-й барон Фэрхейвен

Барон Фэрхейвен из Аббатства Англси в графстве Кембриджшир — наследственный титул в системе Пэрства Соединённого королевства.

## История
Титул барона Фэрхейвена был создан 25 июля 1961 года для Урбана Хаттлстона Бротона, 1-го барона Фэрхейвена (1896—1966), с правом наследования для его младшего брата Генри Бротона. 20 марта 1929 года для него уже был создан титул барона Фэрхейвена из Лоде в графстве Кембриджшир. Урбан Бротон был старшим сыном инженера-строителя, бизнесмена и консервативного политика, Урбана Хэнлона Бротона (1857—1929), который заседал в Палате общин от Престона (1915—1918). Матерью лорда Фэрхейвена была Кара Леланд Бротон, дочь американского промышленника Генри Хаттлстона Роджерса (1840—1909). Лорд Фэрхейвен не имел наследников мужского пола, в 1961 году для него был создан титул барона Фэрхейвена из Аббатства Англси в графстве Кембриджшир с правом наследования для его младшего брата Генри. После смерти Урбана Бротона в 1966 году баронский титул 1929 года прервался, а баронский титул 1961 года унаследовал его младший брат, Генри Роджерс Бротон, 2-й барон Фэрхейвен (1900—1973). 
В настоящее время, 2024 год, носителем титула является его единственный сын, Эйлвин Генри Джордж Бротон, 3-й барон Фэрхейвен (род. 1936), который наследовал своему отцу в 1973 году.
Родиной первого барона является американский город Фэрхейвен в штате Массачусетс.

## Бароны Фэрхейвен 1929 года, первая креация
- 1929—1966: Урбан Хаттлстон Бротон, 1-й барон Фэрхейвен (31 августа 1896 — 20 августа 1966), старший сын Урбана Хэнлона Бротона (1857—1929)

## Бароны Фэрхейвен 1961 года, вторая креация
- 1961—1966: Урбан Хаттлстон Бротон, 1-й барон Фэрхейвен (31 августа 1896 — 20 августа 1966), старший сын Урбана Хэнлона Бротона (1857—1929)
- 1966—1973: Генри Роджерс Бротон, 2-й барон Фэрхейвен (1 января 1900 — 6 апреля 1973), младший брат предыдущего
- 1973 — настоящее время: Эйлвин Генри Джордж Бротон, 3-й барон Фэрхейвен (род. 16 ноября 1936), единственный сын предыдущего
  - Наследник титула: Майор достопочтенный Джеймс Генри Эйлвин Бротон (род. 25 мая 1963), старший сын предыдущего
    - Наследник наследника: Джордж Эйлвин Джеймс Бротон (род. 17 марта 1997), единственный сын предыдущего.